# Carl Fischer
Carl Fischer (3. května 1924 – 7. dubna 2023) byl americký umělecký ředitel a fotograf autodidakt. Jeho práce pro obálky a obrázkové příběhy v časopisech Esquire a dalších časopisech byly kontroverzní, jejich originální tisky a publikované kopie jsou uloženy v řadě mezinárodních muzeí.

## Životopis
Carl Fischer se narodil 3. května 1924 Irmě (Schwerin) a Josephu Fischerovi a vyrůstal v Brooklynu. Studoval malbu na Cooper Union, ale specializoval se na obor grafický design, ze kterého promoval v roce 1948 s medailí Augusta St. Gaudense. Než v roce 1951 získal Fulbrightovo stipendium, pracoval jako umělecký ředitel a odešel do Anglie, kde studoval knižní design a typografii na Central Saint Martins College of Art and Design v Londýně a v jejich temné komoře se učil fotografovat z knih v knihovně.

## Esquire
Fischer začal svou kariéru jako umělecký ředitel reklamní agentury v New Yorku ve spolupráci s Paulem Randem a Herbem Lubalinem, poté začal fotografovat pro časopis Esquire, když se Harold Hayes stal v roce 1963 jeho šéfredaktorem. V průběhu 60. a začátkem 70. let pořizoval fotografie na obálky a fotoreportáže. Ve spolupráci s kreativním konzultantem časopisu Georgem Loisem, který o Fischerovi tvrdil, že byl jedním z mála fotografů, kteří rozuměli jeho myšlenkám, vymysleli to, co se stalo mezi nejslavnějšími a nejprovokativnějšími obálkami Esquire dekády 60. let; Muhammad Ali jako umučený svatý Šebestián, obrázek tak populární, že byl použit jako protestní plakát, a montáž Andyho Warhola tonoucího v obří plechovce rajčatové polévky. Publikum časopisu, které sláblo, bylo regenerováno těmito obálkami a v roce 1967 Esquire dosahoval zisku 3 miliony dolarů. V roce 1968 všechny obálky toho roku obsahovaly Fischerovy fotografie. Jeho ateliérem byl městský dům na East Eighty-Third Street v New Yorku, kde žil.
V roce 1990 Steven Heller, hlavní umělecký ředitel The New York Times, na otázku, jaké ikony amerického grafického designu stojí za to zachovat, prohlásil;
Obálky Esquire od George Loise jsou od poloviny 60. let do začátku 70. let. Většinou šlo o spolupráci s fotografem Carlem Fischerem, jejíž výroba trvala v průměru tři dny; jsou považovány za jedny z nejsilnějších propagandistických snímků v jakémkoli médiu a rozhodně za nejpamátnější obálky magazinů vůbec.
V rozhovoru pro časopis v roce 2015 vzpomínal;
Jedním z prvních úkolů, které mi Hayes dal, byla série portrétů jižanských segregacionistů. Řekl: ‚Podívejte, nechceme být vnímáni jako redakční. Chceme být spravedliví a chceme jim poskytnout jejich úhel pohledu, takže nepoužívejte svůj zatracený širokoúhlý objektiv.“ Myslel si, že kvůli objektivu budou vypadat špatně, takže i když jsem jej nepoužil, udělal jsem pár drobných změn, které podle mě způsobily, že [segregacionisté] vypadali tak ošklivě, jak jsme si všichni mysleli.
V tom případě Fischer překopíroval obrázky na svém zvětšovacím přístroji, aby zvýšil jejich kontrast a tím zdrsnil texturu pokožky s nelichotivými výsledky.

Mezi jeho další témata patřili filmové hvězdy, umělci a sportovci, ale obálky byly často politicky nabité a zahrnovaly například válečného zločince Williama Calleyho obklopeného vietnamskými dětmi nebo během vrcholu hnutí za občanská práva Sonny Liston jako naštvaný černošský Santa Claus. Hayes v článku z roku 1981 v Adweek připomněl reakci na obálku, která stála časopis draho ve ztracených příjmech z reklamy;
Sonny Liston byl špatný černoch, který mlátil dobré černochy, jako Floyd Patterson; nedalo se říct, co by mohl udělat bělochovi. V roce 1963, kdy toto byla možnost, která lovila mysl bílých mužů všude, byla vánoční obálka [Carla Fischera a] George Loise pro čtenáře něčím víc než pobídkou, aby tátovi koupili extra mýdlo na holení. V národním klimatu roku 1963, plném rasového strachu, rozzlobená ikona Lois trvala na několika věcech: rozkol v naší kultuře se projevoval; pojem rasové rovnosti byl špatný vtip; blahopřání této sezóny – dobrá vůle všem mužům atd. – v sobě nesly spíše ironii než sentiment.

Před příchodem digitálního zobrazování vyžadovala velká část Fischerových fotografických ilustrací a reklamních prací složité montáže a retuše, a ironicky zahrnovala obálku z května 1968, na níž byl na obálce zobrazen Richard Nixon se zavřenýma očima, jak se nechává nalíčit pro televizi; „Nixonova poslední šance...“
Poté, co on a Lois spolupracovali v 60. letech 20. století, kdy se hádali, komu by měl být připsáno autorství za obálky, včetně některých falešně prohlašovaných Lois, jako je ten z katedrály sv. Patrika, šli na začátku 70. let svou vlastní cestou. Poté, co Hayes opustil Esquire v roce 1973, Fischer postupně přestal pracovat pro časopis, ale pokračoval v reklamní fotografii.
Fischer režíroval televizní reklamy a učil jako mimořádný profesor na Rochester Institute of Technology. Stal se členem sdružení Directors Guild of America a působil také jako prezident Art Directors Club.
Fischer zemřel 7. dubna 2023 ve věku 98 let.

## Ocenění
- Novinářská cena Marka Twaina[21]
- Cleo Award[22]
- Zlaté a stříbrné medaile Art Directors Club[21]
- Medaile Augusta St. Gaudense[3]

## Sbírky
- Metropolitní muzeum umění (New York)
- Muzeum moderního umění (New York)[7]
- International Center of  Photography (New York)[23]
- George Eastman House (Rochester)[24]
- Spencer Museum of Art (Lawrence)[25]
- Victoria and Albert Museum (Londýn)[26]
- Telavivské muzeum umění (Tel Aviv)[1]
- Metropolitní opera (New York)
- Knihovna Kongresu (Washington)